# Sandbox
Et sandbox spil (dansk: sandkasse), er et videospil med et gameplay-element, der giver spilleren en stor grad af kreativitet at interagere med, normalt uden forudbestemt mål, eller alternativt med et mål, som spilleren sætter for sig selv. Sådanne spil kan mangle ethvert formål og omtales nogle gange som ikke-spil eller softwarelegetøj. Sandbox-spil er ofte et resultat af, at disse kreative elementer er inkorporeret i andre genrer og giver mulighed for fremspirende gameplay. sandbox-spil forbindes ofte med et open world koncept som giver spilleren bevægelsesfrihed og progression i spillets verden. Udtrykket "sandbox" stammer fra naturen af en sandkasse, der lader børn skabe næsten alt, hvad de vil i den.
| computerspil | Spire Denne computerspilsrelaterede artikel er en spire som bør udbygges. Du er velkommen til at hjælpe Wikipedia ved at udvide den. |